# 1441
1441 (MCDXLI) fue un año común comenzado en martes del calendario juliano.

## Acontecimientos
- Juan Hunyadi derrota a los turcos en Gyulafehérvár y Herman tras ser nombrado voivoda de Transilvania.

## Nacimientos
- Antonio de Nebrija, humanista y gramático español, autor de la primera gramática aplicada a una lengua romance.

## Fallecimientos
- 8 de marzo - Margarita de Borgoña Dampierre, hija de Felipe II de Borgoña.
- Blanca de Navarra, reina de Navarra.
- Jan van Eyck, pintor flamenco.